# Гайленд-Лейкс (Нью-Джерсі)
Гайленд-Лейкс (англ. Highland Lakes) — переписна місцевість (CDP) в США, в окрузі Сассекс штату Нью-Джерсі. Населення — 4816 осіб (2020).

## Географія
Гайленд-Лейкс розташований за координатами 41°10′26″ пн. ш. 74°27′19″ зх. д. / 41.17389° пн. ш. 74.45528° зх. д. (41.174024, -74.455183).  За даними Бюро перепису населення США в 2010 році переписна місцевість мала площу 15,80 км², з яких 13,13 км² — суходіл та 2,66 км² — водойми.

## Демографія
Згідно з переписом 2010 року, у переписній місцевості мешкали 4933 особи в 1875 домогосподарствах у складі 1388 родин. Густота населення становила 312 особи/км².  Було 2342 помешкання (148/км²).
Расовий склад населення:
| - 96,6 % — білих - 1,1 % — чорних або афроамериканців - 0,4 % — азіатів - 0,3 % — корінних американців |

До двох чи більше рас належало 1,0 %. Частка іспаномовних становила 6,0 % від усіх жителів.
За віковим діапазоном населення розподілялося таким чином: 22,4 % — особи молодші 18 років, 69,1 % — особи у віці 18—64 років, 8,5 % — особи у віці 65 років та старші. Медіана віку мешканця становила 41,1 року. На 100 осіб жіночої статі у переписній місцевості припадало 102,2 чоловіків;  на 100 жінок у віці від 18 років та старших — 99,8 чоловіків також старших 18 років.